# Bitozeves (tvrz)
Bitozeves je tvrz ve stejnojmenné obci v okrese Louny. Až do třicetileté války sloužila jako panské sídlo. Poté panství získali Michnové z Vacínova a jako nepotřebnou nechali tvrz zchátrat. V roce 1691 Sinzendorfové její zříceninu přestavěli na sýpku. Areál hospodářského dvora s budovu tvrze je od roku 1964 chráněn jako kulturní památka.

## Historie
První písemná zmínka o bitozeveské tvrzi pochází z roku 1405, kdy ji Jindřich z Telce prodal i s vesnicí svatomařským křižovníkům. Podle Augusta Sedláček však křižovníci tvrz před rokem 1405 prodali a v roce 1417 si ji pronajala Eliška Koldicová z Dubé. Během husitských válek tvrz ovládala lounská posádka. Roku 1436 císař Zikmund bitozeveský statek zastavil Jindřichu Buškovi z Hluban. Dalším majitelem se stal Heřman Sirotek ze Zhorce, od kterého ji roku 1464 získali opět křižovníci. Brzy poté od nich panství koupil Tomáš Pehm z Konobrž. Po něm je vlastnil Václav z Nemyčevsi a jeho syn Čéč tvrz roku 1506 prodal Janu Hruškovi z Března. Když zemřel, spravovali Hruškovi synové Mikuláš a Jakub každý polovinu panství. Roku 1532 získal Jakub bratrův podíl a postupně panství rozšířil o další vesnice v okolí. Celý majetek zdědili Jakubovi synové Šebestián, Karel a Bernart Hruškové z Března. Rozdělili se tak, že Bitozeves připadla Bernartovi, který zemřel ještě předtím, než jeho synové Jakub, Tobiáš, Karel a Adam dosáhli plnoletosti. Statek za ně spravoval Bernartův bratr Karel. Po dosažení dospělosti připadly Adamovi Seménkovice, Karlovi Nečemice a Jakub s Tobiášem se rozdělili o Bitozeves. Oba bratři se zúčastnili stavovského povstání v letech 1618–1620, za což jim byl zkonfiskován majetek.
Bitozeves byla spolu s Toužetínem prodána hraběti Adamovi z Herbersdorfu. Vdova Marie Salomena potom toužetínské panství s Bitozevsí roku 1630 prodala Pavlu Michnovi z Vacínova za 75 tisíc zlatých a ten je připojil k postoloprtskému panství. Samostatným statkem se Bitozeves stala ještě v letech 1667–1671, kdy patřila Vilému Bedřichovi Michnovi z Vacínova a který ji prodal postoloprtským hrabatům ze Sinzendorfu. Tvrz během třicetileté války zchátrala a noví majitelé ji neopravovali. Až v roce 1691 nechal hrabě Jiří Ludvík ze Sinzendorfu zříceninu přestavět na sýpku.

## Stavební podoba
Dochovaná renesanční jednopatrová budova má tři křídla ve tvaru písmena U. Východní křídlo slouží k bydlení a zbytek budovy je využíván k hospodářským účelům. Z architektonických detailů se dochovaly zbytky sgrafitových psaníček překryté novodobou omítkou. K památkově chráněnému areálu patří hospodářský dbůr se dvěma branami, kamennou patrovou stájí s přístavkem mléčnice a hospodářská budova.